# Podbořany
Podbořany település Csehországban, Lounyi járásban. Podbořany Čeradice, Libořice, Nepomyšl, Krásný Dvůr, Očihov, Žatec, Vroutek, Blšany, Veliká Ves, Libědice és Nové Sedlo településekkel határos. Lakosainak száma 6317 fő (2024. január 1.).

## Népesség
A település lakosságának változását az alábbi diagram mutatja:
| Lakosok száma | 5221 | 7345 | 7641 | 5851 | 5917 | 6453 | 6386 | 6368 | 6315 | 6317 |
|               | 1869 | 1900 | 1921 | 1961 | 1980 | 2011 | 2016 | 2019 | 2021 | 2024 |